# Aime-la-Plagne
Aime-la-Plagne es una comuna nueva francesa situada en el departamento de Saboya, de la región de Auvernia-Ródano-Alpes.

## Historia
Fue creada el 1 de enero de 2016, en aplicación de una resolución del prefecto de Saboya del 17 de noviembre de 2015 con la unión de las comunas de Aime, Granier y Montgirod, pasando a estar el ayuntamiento en la antigua comuna de Aime.

## Demografía
| Gráfica de evolución demográfica de Aime-la-Plagne entre 1800 y 2013 |
|                                                                      |

Los datos parciales entre 1800 y 2012 son el resultado de sumar los parciales de las tres comunas que forman la nueva comuna de Aime-la-Plagne, cuyos datos se han cogido de 1800 a 2006, para la comuna de Aime, y de 1800 a 1999 para las comunas de Granier y Montgirod de la página francesa EHESS/Cassini. Los demás datos se han cogido de la página del INSEE.

## Composición
| Comuna delegada | Código INSEE | Población (2013) | Superficie (km²) | Densidad (hab./km²) |
| --------------- | ------------ | ---------------- | ---------------- | ------------------- |
| Aime            | 73006        | 3566             | 50.74            | 70                  |
| Granier         | 73126        | 359              | 30.31            | 12                  |
| Montgirod       | 73169        | 470              | 13.62            | 35                  |